# Maralaleng
Maralaleng is een dorp in het district Kgalagadi in Botswana. De plaats telt 586 inwoners (2011).